# Differentiated Services Code Point
DSCP (de sus siglas en inglés Differentiated Services Code Point) hace referencia al segundo byte en la cabecera de los paquetes IP que se utiliza para diferenciar la calidad en la comunicación que tienen los datos que se transportan.
Originalmente se definió este byte para un uso con otro formato: ToS (type of service = tipo de servicio) pero con el mismo objetivo de diferenciar el tráfico.  
bit 0 a 5    DSCP
bit 6 y 7    sin uso